# Blanus cinereus
Amphisbène cendré
«  Amphisbène cendré » redirige ici. Pour les autres significations, voir Amphisbène.
Espèce
Synonymes
- Amphisbaena cinerea Vandelli, 1797
- Amphisbaena rufa Hemprich, 1820
- Amphisbaena oxyura Wagler, 1824

Statut de conservation UICN

 LC  : Préoccupation mineure
L'Amphisbène cendré (Blanus cinereus) est une espèce de reptiles apodes du sous-ordre des amphisbènes (famille des Blanidae). Ce n'est ni un lézard, ni un serpent, mais il en est proche puisqu'il fait partie de l'ordre des squamates.

## Étymologie
Son nom d'espèce, du latin cinereus, « cendré », lui a été donné en référence à sa couleur.

## Répartition

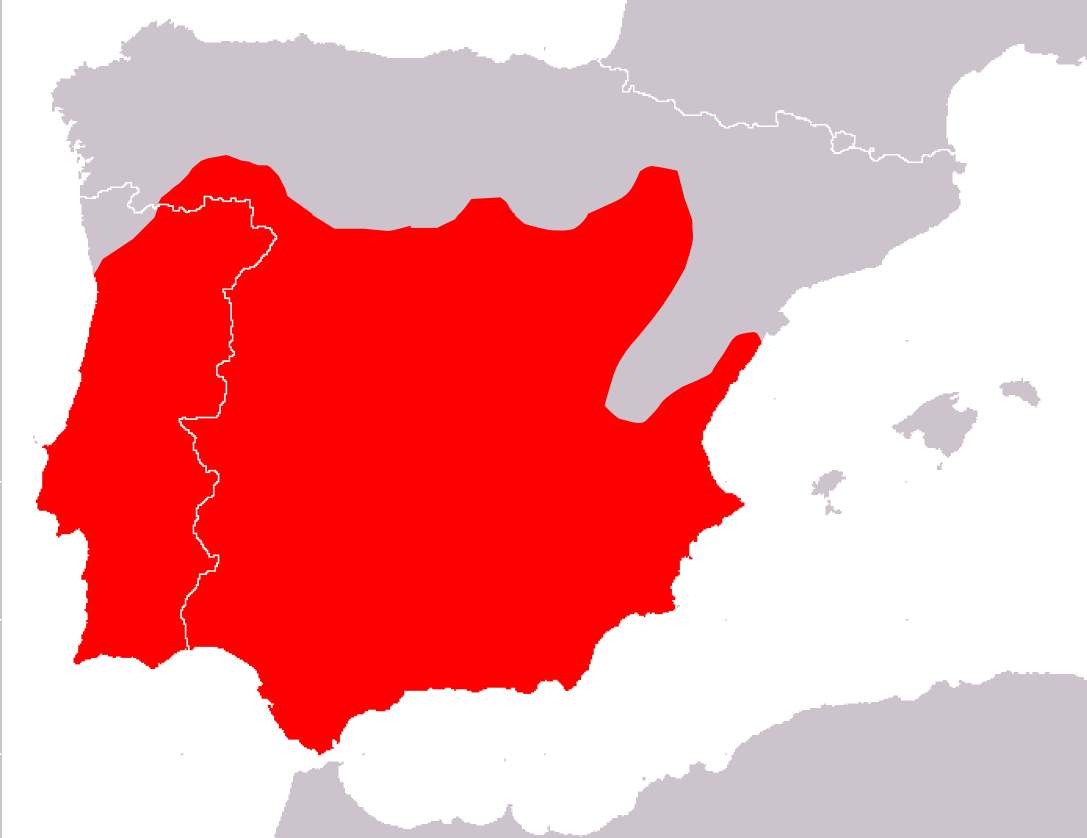

Cette espèce se rencontre au Maroc, en Espagne et au Portugal.

## Morphophysiologie
L'ambisphène cendré a une morphologie similaire à celle d'un ver en raison de son corps annelé sans membres ; il s'agit toutefois d'un reptile qui possède toutes les caractéristiques d'un vertébré typique, comme une colonne vertébrale, des poumons et un système circulatoire fermé, de petits yeux primitifs sous-développés et de petites écailles. Ils sont recouverts de ce qui s'apparente à une écaille translucide, et ne lui offrent pas une bonne vision, mais lui permettent de distinguer les changements d'intensité lumineuse. Il bénéficie d'une très bonne ouïe. La tête est petite et émoussée, utilisée pour creuser, avec des yeux sous-développés recouverts de peau. La queue de ce reptile ibérique est courte ; elle constitue environ 10% de sa taille. Il possède une petite langue fourchue, qui lui permet de repérer ses prédateurs autant que ses proies, et une rangée de dents petites mais pointues à l'intérieur de la bouche. Sa coloration est rose charnue, violette ou brune selon sa région. Il mue périodiquement. Les adultes mesurent généralement environ 15 cm de longueur, mais peuvent atteindre 30 cm.

## Habitat
L'ambisphène cendré est une espèce souterraine que l'on trouve dans une grande variété d'habitats méditerranéens, entre 400 et 1400 m d'altitude. Il privilégie les zones à forte teneur en humus et en roches sporadiques d'épaisseur variable ; ils peuvent ainsi creuser des tunnels, ce qui leur permet de rejoindre des zones thermiquement plus convenables. Selon le moment de la journée, ces squamates ibériques se déplacent entre 0 et 10 cm de sol et sous des rochers dont l'épaisseur varie de 10 à 20 cm. B. cinereus utilisera la profondeur du sol, en particulier le sol le plus profond, pour se rafraîchir et les rochers pour se réchauffer à des degrés variables selon l'heure de la journée et l'épaisseur des rochers. En utilisant son habitat, il est capable de maintenir une température corporelle constante avec une dépense énergétique minimale

## Régime alimentaire
L'étude des populations de B. cinereus du centre de l'Espagne permet de penser qu'il est un opportuniste. Son régime alimentaire se compose principalement d'insectes et de larves d'insectes, qui constituent sa source de nourriture la plus abondante. Il a été observé qu'il chasse instinctivement les larves d'insectes les plus grosses, voire quelques lézards et s'abstient de manger certaines espèces de fourmis, montrant ainsi un niveau de distinction des proies. D'après le contenu moyen de son estomac, il semblerait qu'il a de faibles besoins énergétiques, par rapport aux autres espèces de squamates. Les herpétologues supposent que les ambisphènes cendrés recherchent des aliments rares mais riches en énergie lorsque les habitats permettent ce type d'alimentation, mais qu'ils peuvent s'adapter et se nourrir de proies abondantes et moins riches en énergie lorsque cela est nécessaire

## Publication originale
- Vandelli, 1797 : Flora et faunae Lusitanicae Specimen. Memorias da academia das Ciencias de Lisboa, vol. 1, p. 37-79.